# ناپدید شدن در خیابان هفتم
ناپدید شدن در خیابان هفتم (انگلیسی: Vanishing on 7th Street) یک فیلم در ژانر ترسناک و معمایی به کارگردانی برد اندرسون است که در سال ۲۰۱۰ منتشر شد. از بازیگران آن می‌توان به هایدن کریستنسن، تندی نیوتون، جان لگویزمائو، و جیکوب لاتیمور اشاره کرد.